# Cineplexx
Cineplexx er en østrigsk biografkæde med hovedkvarter i Wien. I Østrig har de 28 biografer og i alt har de 61 biografer i 12 lande.
Cineplexx Kinobetriebe GmbH blev etableret i 1993 som et joint venture mellem Constantin Film-Holding GmbH og (KIBA / Wiener Stadthalle og Wiener Holding AG). Wien by solgte deres aktier til Constantin Film-Holding GmbH i 1999. Constantin Film-Holding GmbH og Cineplexx Kinobetriebe GmbH ejes af Langhammer-familien.